# フェルナンド・オベラール
フェルナンド・ファビアン・オベラール・マルティネス（Fernando Fabián Ovelar Martínez,  2004年1月6日 - ）は、パラグアイ・アスンシオン出身のサッカー選手。CFパチューカ所属。ポジションはFW（主に右ウィング）。

## 来歴
2018年10月29日のCAトレス・デ・フェブレロ戦で、14歳でプロデビュー。同年11月5日のオリンピア・アスンシオン戦ではプロ2戦目で初ゴールを決め、14歳9ヶ月27日でのリーグ史上最年少得点を記録した。
2022年末をもってセロ・ポルテーニョとの契約を満了し、翌年1月9日にリーガMXのCFパチューカへ加入した。

## 代表歴
2019年にペルーで開催された南米U-17選手権に、U-17パラグアイ代表のメンバーの一員として参加する。チームは3位に入賞し、2019 FIFA U-17ワールドカップ出場権を獲得。同大会ではベスト8まで勝ち上がった。

## 人物
祖父であるヘロニモ・オベラールはパラグアイ代表DFとして3試合に出場、コパ・アメリカ1979優勝を経験している。